# Kojanka, Orativ
Kojanka (în ucraineană Кожанка) este localitatea de reședință a comunei Kojanka din raionul Orativ, regiunea Vinnița, Ucraina.

## Demografie
Componența lingvistică a localității Kojanka
     Ucraineană (99,67%)
     Alte limbi (0,33%)
Conform recensământului din 2001, majoritatea populației localității Kojanka era vorbitoare de ucraineană (99,67%), existând în minoritate și vorbitori de alte limbi.